# Pico Alexander
El pico Alexander es una cumbre en el extremo norte de las montañas Haines a 2 km al oeste del pico Buennagel. El pico Alexander se encuentra en las cordilleras Ford, tierra de Marie Byrd, Antártida. Probablemente haya sido descubierto durante vuelos de reconocimiento desde la base Little America de la Expedición Antártica Byrd (1928–30), y fue nombrado por el Comité Asesor de Nombres Antárticos en honor a C.D. Alexander, miembro de la Expedición Antártica Byrd (1933–35).